# الرشيد إدريس
الرشيد إدريس، ولد بحي باب سويقة بمدينة تونس في 27 جانفي 1917، وتوفي بضاحية قرطاج في 5 سبتمبر 2009،هو مناضل وطني ودبلوماسي تونسي.

## تكوينه
تلقى الرشيد إدريس تعليمه بالمدرسة الصادقية ، حتى أحرز على الدبلوم الصادقي وهو شهادة انتهاءالدروس الثانوية بنفس المدرسة.

## مساره الوطني
ألقي القبض على الرشيد إدريس خلال مظاهرة انتظمت في عام 1936 ضد الاستعمار الفرنسي ، وفي العام التالي التحق بإدارة المال عام 1937، انتمى إلى الحزب الحر الدستوري الجديد، واهتم خاصة بالصحافة حيث أصدر وكتب في عديد الصحف ومن بينها: تونس الفتاة، وإفريقيا الفتاة والشباب ، كما نشط في جمعية الشبيبة المدرسية  وفي الشبان المسلمين التي ترأسها لفترة في أواخر الثلاثينات قبل أن تؤول رئاستها إلى محمد الصالح النيفر. كما ألحق بالديوان السياسي تحت رئاسة الحبيب ثامر، وألقي عليه القبض عام 1942 ليطلق سراحه في مطلع ديسمبر من نفس السنة خلال الاحتلال الألماني لتونس. وقبيل عودة فرنسا في ماي 1943 غادر تونس باتجاه إيطاليا، وقد حوكم غيابيا بالإعدام عام 1946  ومن إيطاليا اتجه إلى ألمانيا ثم فرنسا فإسبانيا، ومنها إلى مصر عام 1946 وبقي بها ليشارك في مكتب المغرب العربي بالقاهرة. وفي الفترة بين 1952 و1954 أصبح ممثلا للحزب الحر الدستوري الجديد بالقاهرة وأندونيسيا وباكستان ثم عاد إلى القاهرة لتسيير الفريق التونسي للجنة تحرير شمال أفريقيا. وعاد إلى تونس عام 1955 بعد الإعلان عن الاستقلال الداخلي لتسند إليه إدارة جريدة العمل لسان حال الحزب الحر الدستوري الجديد.

## بعد الاستقلال
انتخب الرشيد إدريس في المجلس التأسيسي في مارس 1956. ثم في أفريل 1956 عين ملحقا بديوان الوزير الأول الحبيب بورقيبة قبل أن يؤول إليه الإشراف على قسم أفريقياـآسيا بوزارة الخارجية. وفي عام 1957، عين وزيرا للبريد والبرق والهاتف من إلى 1964. ثم عين سفيرا لتونس سفيرا بواشنطن بمكسيكو فيما بين 1964 و1969. وفي عام 1970، عين ممثلا قارا لتونس لدى منظمة الأمم المتحدة بنيويورك ورئيسا للوفد التونسي لدى المجلس الاقتصادي والاجتماعي. وفي عام 1971، سمي رئيسا للمجلس الاقتصادي والاجتماعي التابع لمنظمة الأمم المتحدة. وترأس بصفته ممثل لتونس مرات عديدة الجلسة العامة كما تحمل مسؤولية كاهية رئيس للعديد من التجمعات والكتل الإقليمية.

## في خريف العمر
في عام 1981، أسس الرشيد إدريس جمعية الدراسات الدولية  التي أصدرت مجلة دراسات دولية. وفي عام 1991 عينه الرئيس زين العابدين بن علي رئيسا للهيئة العليا لحقوق الإنسان والحريات الأساسية، وفي عام 1991، عهد إليه بتكوين ورئاسة لجنة التحقيق والاستقصاء في قضايا حقوق الإنسان بتونس  غير أن تقارير اللجنة لم تنشر. وفي عام 1992 كلف بملف المحتجزين الكويتيين في العراق.

## مؤلفاته
أصدر الرشيد إدريس عدة عناوين نوردها فيما يلي:
- من باب سويقة إلى منهاتن، دار بن عبد الله للنشر، تونس 1980.
- A l'aube la lanterne وقد ترجم إلى العربية بعنوان الفانوس في الفجر، الدار التونسية للنشر، تونس، 1981.
- ذكريات عن مكتب المغرب العربي بالقاهرة، الدار العربية للكتاب، تونس، 1981.
- من جاكرتا إلى قرطاج، الشركة التونسية للتوزيع، تونس، 1983.
- أرق على ورق، دار التركي، تونس، 1990.
- Errance وقد ترجم إلى متاهات، شعر، صدر عام 1990.
- Reflet d'un combat
- على هوى القلم (بالفرنسية)
- في طريق الجمهورية، مذكرات، دار الغرب الإسلامي، بيروت 2001، 556 ص.[7]

## إشارات مرجعية
1. 1 2 3 4 5 6 7 8  سيرة ذاتية: الأستاذ الرشيد ادريس[وصلة مكسورة]
2. 1 2  بورتري: الرشيد إدريس: رجل يساوي التاريخ... [وصلة مكسورة] نسخة محفوظة 11 نوفمبر 2011 على موقع واي باك مشين.
3. ↑  الرشيد إدريس: وعلاقته بالشبيبة المدرسية نسخة محفوظة 05 مارس 2016 على موقع واي باك مشين.
4. ↑  رشيد إدريس: مسيرة كفاح نسخة محفوظة 14 مايو 2020 على موقع واي باك مشين.
5. ↑  كتب الرشيد ادريس نسخة محفوظة 02 يونيو 2013 على موقع واي باك مشين.
6. ↑  « عم سعيد في باب سويقة » بفضاء نادي القصّة نسخة محفوظة 01 ديسمبر 2017 على موقع واي باك مشين.
7. ↑  جذاذة في طريق الجمهورية نسخة محفوظة 01 ديسمبر 2017 على موقع واي باك مشين.